# گرینفیلد، بدفوردشر
گرینفیلد (به انگلیسی: Greenfield) یک روستا در بریتانیا است که در مرکز بدفوردشر واقع شده‌است.